# LTV XC-142
Le Ling-Temco-Vought (LTV) XC-142 est un avion de transport expérimental à décollage et atterrissage verticaux conçu pour étudier la pertinence opérationnelle de ce type d'avion. Le premier XC-142A effectue son vol inaugural le 29 septembre 1964 et, le 11 janvier 1965, il réalise son premier vol de transition : il décolle verticalement, change de configuration pour le vol horizontal, puis se pose verticalement. Les soutiens du projet se retirent un par un, ce qui conduit à l'abandon du programme en raison d'un manque d'intérêt une fois les capacités de l'avion démontrées.

## Conception et développement
En 1959, la United States Army, la Navy et l'Air Force commence à travailler sur le développement d'un prototype d'aéronef à décollage et atterrissage courts ou verticaux qui pourraient être complémentaires des hélicoptères de transport. En particulier, ils envisagent de développer un modèle plus rapide et avec une plus grande distance franchissable que les hélicoptères du moment ; cela doit permettre d'effectuer des opérations sur de plus longues distances ou, dans le cas du Marine Corps, plus loin des côtes. Le 27 janvier 1961, une série de démarches du département de la défense conduit à un consensus selon lequel toutes les branches des forces armées des États-Unis doivent travailler sur un tel projet sous le commandement du bureau des armes navales (Bureau of Naval Weapons, BuWeps) de Navy, le Tri-Service Assault Transport Program.
L'aéronef est conçu initialement comme remplaçant de l'hélicoptère Sikorsky HR2S, avec une charge utile de 4 500 kg (10 000 livres). Selon la spécification émise par le BuWeps, l'aéronef doit avoir la même charge utile mais avec un rayon d'action de 400 km, une vitesse de croisière de 460 à 560 km/h et une vitesse maximale de 560 à 740 km/h. Toutefois, pour les missions du Marine Corps, la capacité en carburant peut être réduite afin que la masse en charge ne dépasse par les 16 000 kg, tout en maintenant un rayon d'action de 190 km.
Vought y répond avec un projet combinant sa propre ingénierie ainsi que celle de Ryan Aeronautical Company et Hiller Aircraft qui ont une grande expérience dans la conception des hélicoptères. Leur projet remporte le concours et un contrat pour cinq prototypes est signé début 1962, le premier vol étant prévu pour juillet 1964. L'aéronef doit être désigné Vought-Ryan-Hiller XC-142 mais lorsque Vought s'associe avec la firme Ling-Temco, donnant naissance au conglomérat Ling-Temco-Vought (LTV), le nom est abandonné et le projet devient LTV XC-142.
Alors que le prototype est en cours de développoement, la Navy décide de se retirer du programme ; sa préoccupation concerne le fait que le souffle des hélices peut rendre l'aéronef difficile à utiliser. Les HR2S de leur flotte ont une pression au sol de 500 hPa et se montrent capables de souffler les personnes au sol se trouvant à proximité ; de plus le souffle des hélices soulève de grandes quantités de poussière. La pression au sol du C-142 est estimée à 700 hPa, ce qui limite son déploiement aux plates-formes adaptées et le rend inadapté pour les opérations d'assaut.
Le premier prototype décolle pour la première fois le 29 septembre 1964, pour un vol conventionnel, au cours duquel l'avion vole grâce à la portance générée par sa voilure. Le premier décollage vertical a lieu trois mois plus tard, le 29 décembre, et la première transition a lieu le 11 janvier suivant. Le premier XC-142A est livré à l'équipe d'essai l'Air Force en juillet 1965. Les cinq prototypes construits seront pilotés par un total de 39 pilotes différents, militaires et civils, qui effectueront 488 vols pour une durée cumulée de 420 heures. Les essais comprennent des atterrissage et décollages sur des porte-avions, des exercices de sauvetage, l'emport de parachutistes et le largage de fret à basse altitude.

## Carrière
Sur les cinq appareils construits, seul le XC-142A serial 62-5924 existe encore ; en 1970, il rejoint le National Museum of the United States Air Force par ses propres moyens et y est exposé.